# Deutsche Verwaltung für Volksbildung

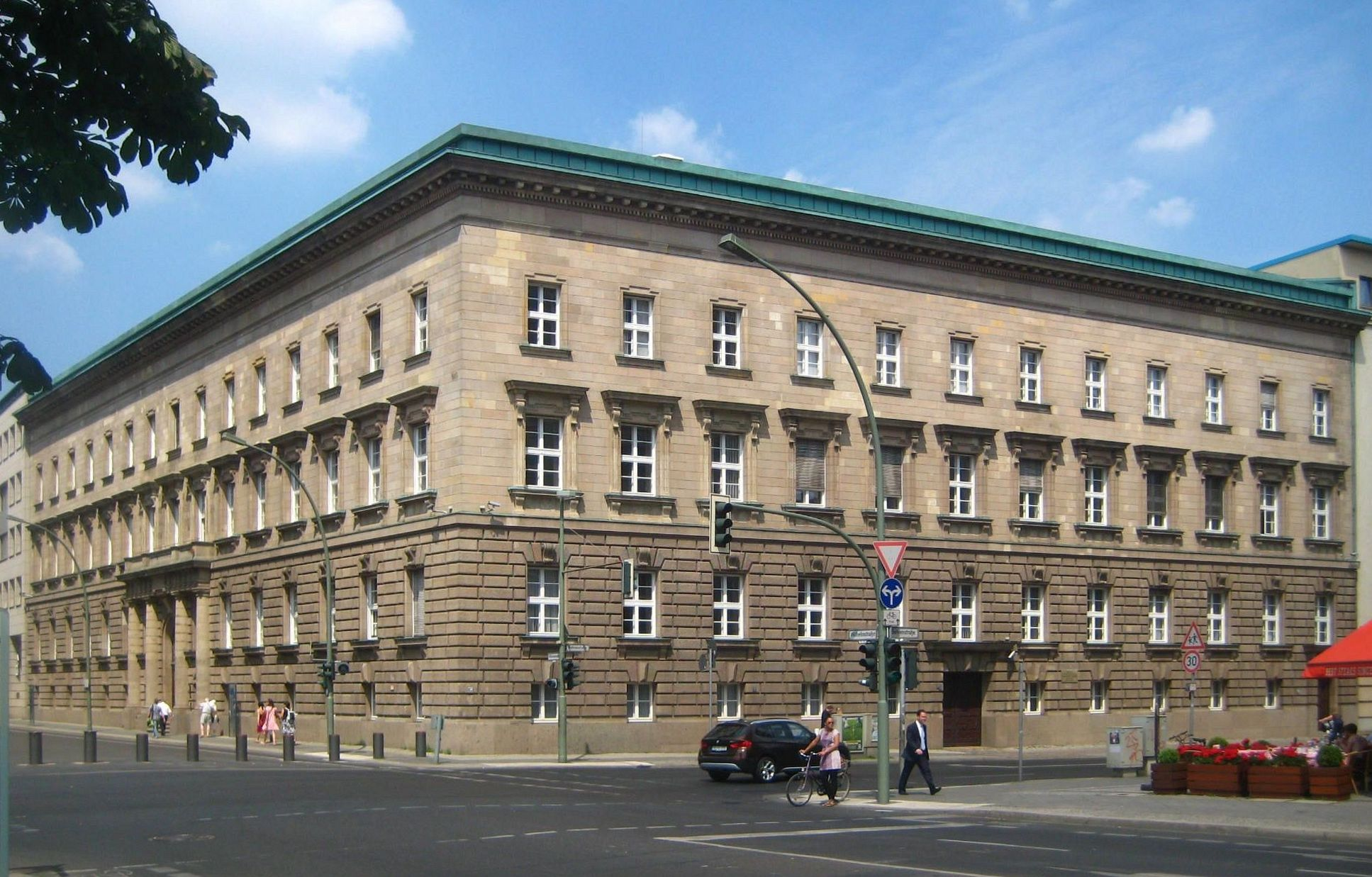
Erweiterungsbau des ehemaligen Preußischen Kultusministeriums in der Berliner Wilhelmstraße, ab 1945 Sitz der DVV

Die Deutsche Verwaltung für Volksbildung (DVV, offizielle Bezeichnung „Deutsche Zentralverwaltung für Volksbildung“ DZVV) war eine 1945 gegründete Behörde in der Sowjetischen Besatzungszone (SBZ), die nach dem Zweiten Weltkrieg das Bildungswesen im Osten Deutschlands nach sowjetischem Muster neu organisieren sollte. Ihre Hauptaufgabe bestand in der Säuberung der Lehrerschaft von Nationalsozialisten und der raschen Ausbildung neuer, sozialistisch eingestellter Lehrkräfte an den Schulen und Universitäten. Bei der Gründung der DDR 1949 ging die DVV im Ministerium für Volksbildung auf. Sitz der Behörde war die Wilhelmstraße 68 in Berlin.

## Entstehung
Die DVV wurde im August 1945 auf Befehl Nr. 17 der SMAD vom 27. Juli 1945 gebildet. Die DVV war damit das Gegenstück der Abteilung Volksbildung der SMAD unter Pjotr Wassiljewitsch Solotuchin. Der offizielle Name war Deutsche Zentralverwaltung für Volksbildung (DZfV); in der Praxis wurde aber der Name „Deutsche Verwaltung für Volksbildung“ verwendet.
Präsident der DVV war Paul Wandel (KPD). Als Stellvertreter des Präsidenten wurde Erwin Marquardt (SPD) durch die SMAD ernannt. Der einzige Vertreter einer bürgerlichen Partei, Emil Menke-Glückert, (LDP) war nominell zweiter Stellvertreter des Präsidenten, arbeitete aber ebenso wenig in der DVV mit wie der nominell dritte Stellvertreter Johannes R. Becher vom Kulturbund.
Die DVV fungierte als zentrale Propaganda-, Medien- und Volksbildungsbehörde: Seit dem 21. Dezember 1945 unterstand der ganze Rundfunk der SBZ der DVV. Hinzu kam die Verantwortung für die Filmproduktion. Sie war eine Zensurbehörde: Das „Referat für Verlagswesen“ im DVV hatte die Aufgabe der Zensur analog dem Druckgenehmigungsverfahren und der Zulassung von Verlagen, die später die Hauptverwaltung Verlage und Buchhandel im Ministerium für Kultur wahrnahm. Außerdem hat sie ab April 1946 die Liste der auszusondernden Literatur herausgegeben. Kernaufgabe war aber die Schulpolitik. Hierzu zählte die Lehrerausbildung, die gerade durch die massive Einarbeitung von Neulehrern Bedeutung hatte und die Steuerung der Schulpolitik über Richtlinien und Lehrpläne. Die DVV war damit ein wichtiges Instrument der Einführung der Einheitsschule in der SBZ.

## Konflikte mit den Bildungsbehörden der Länder
Formal verfügten die Länder über die Kompetenzen zur Schulpolitik. In der Praxis setzten sich aber die Tendenzen zur Zentralisierung immer mehr durch.
Aufgrund des von der SMAD erlassenen Gesetzes zur Demokratisierung der deutschen Schule war die DVV für die Erstellung zentraler Lehrpläne zuständig. Auch konnte sie über Richtlinien die Schulaufsicht steuern. Letztlich verantwortlich waren aber die Länder (bzw. die Organisation der SMAD auf Länderebene). Dem Wunsch der DVV formell Weisungsrecht gegenüber den Landesbehörden zu erhalten, folgten die Sowjets nicht.
Am 23. April 1947 wurde zwischen der DVV und den Ländern die „Vereinbarung über die Zusammenarbeit der DVV und den Landes- und Provinzialverwaltungen“ abgeschlossen. Die DVV erhielt ein Einspruchsrecht gegen Landesentscheidungen und verpflichtete sich die Länder über zentrale Entscheidungen der SMAD zu informieren.

## Kontrolle der SED über das Bildungswesen
Die sowjetische Besatzungsmacht sah im Bildungsressort ein Schlüsselressort zur Schaffung eines sozialistischen Staates. Aus diesem Grund war sowohl die Spitze der DVV als auch die der Länderbildungsministerien durchgehend mit KPD-Vertreten besetzt worden. Dies waren Fritz Rücker in Brandenburg, Gottfried Grünberg in Mecklenburg, Wilhelm Schneller in Sachsen, Walter Wolf in Thüringen und Otto Halle in Sachsen-Anhalt.
Auch die Mitarbeiter wurden gezielt aufgrund der Parteizugehörigkeit ausgewählt. Im Herbst 1946 hatte die DVV 261 Mitarbeiter, von denen 129 der SED angehörten. Von den 24 Abteilungsleitern bzw. deren Stellvertretern waren 20 Mitglieder der SED. Dies blieb auch in den Folgejahren ähnlich. Am 1. Dezember 1948 waren 436 von 844 Mitarbeitern SED-Mitglieder.

## Organisation
| Hauptamt                       | Abteilungen | Leiter |
| ------------------------------ | --- | --- |
| Allgemeine Volksbildung        | Amt für Verlag und Presse Amt für Erwachsenenbildung Amt für Volkskultur Amt für Jugend und Frauen | Wilhelm Heise (SPD/SED)                                                                                      |
| Wissenschaft und Forschung     | Amt für Forschung Amt für wissenschaftliche Lehre | Theodor Brugsch (parteilos)                                                                                  |
| Schulwesen                     | Amt für Lehrerbildung Amt für Volks-, Mittel-, Sonderschulen Amt für Höhere Schulen Amt für Berufs- und Fachschulen Amt für außerschulische Erziehung                                                                                | Ernst Hadermann (KPD/SED)                                                                                    |
| Kunst und Literatur            | Amt für bildende Kunst und Museen Amt für Theater, Film, Musik und Kleinkunst Amt für Literatur | Herbert Volkmann (KPD/SED)                                                                                   |
| Allgemeine Verwaltung          | | Paul Reichwaldt (SPD/SED)                                                                                    |
| Personalbüro                   | | Ernst Hoffmann (KPD/SED)                                                                                     |
| Ab Oktober 1945:               | | |
| Schulwesen                     | Allgemeinbildende Schulen Berufs- und Fachschulen Lehrerbildung außerschulische Erziehung | Wilhelm Heise (SPD/SED) bis Dezember 1946 Ernst Hadermann (KPD/SED) bis Dezember 1948 Hans Siebert (KPD/SED) |
| Hochschule und Wissenschaft    | Medizinische, veterinärmedizinische und landwirtschaftliche Fakultäten Philosophische, theologische und juristische Fakultäten Wissenschaftliche Archive und Museen Studentenangelegenheiten Allgemeine Wissenschaftsangelegenheiten | Theodor Brugsch (parteilos) bis 1946 Robert Rompe (KPD/SED)                                                  |
| Kulturelle Aufklärung          | Presse und eigene Druckschriften Rundfunk Verlagswesen Volksbildung für Erwachsene Volkskunst und kulturelle Freizeitgestaltung Bildpropaganda (bis 1947) Zentraler Jugendausschuss (bis 1947) Frauenausschüsse (bis 1947)           | Wilhelm Girnus (KPD/SED) bis 1946 Hans Mahle (KPD/SED)                                                       |
| Allgemeine Kunst und Literatur | Theater, Musik und Kleinkunst Bildende Kunst, Museen und Denkmalpflege Filmwesen Literatur | Herbert Volkmann (KPD/SED) Herbert Gute (KPD/SED) Erich Weinert (KPD/SED)                                    |